# 日総建

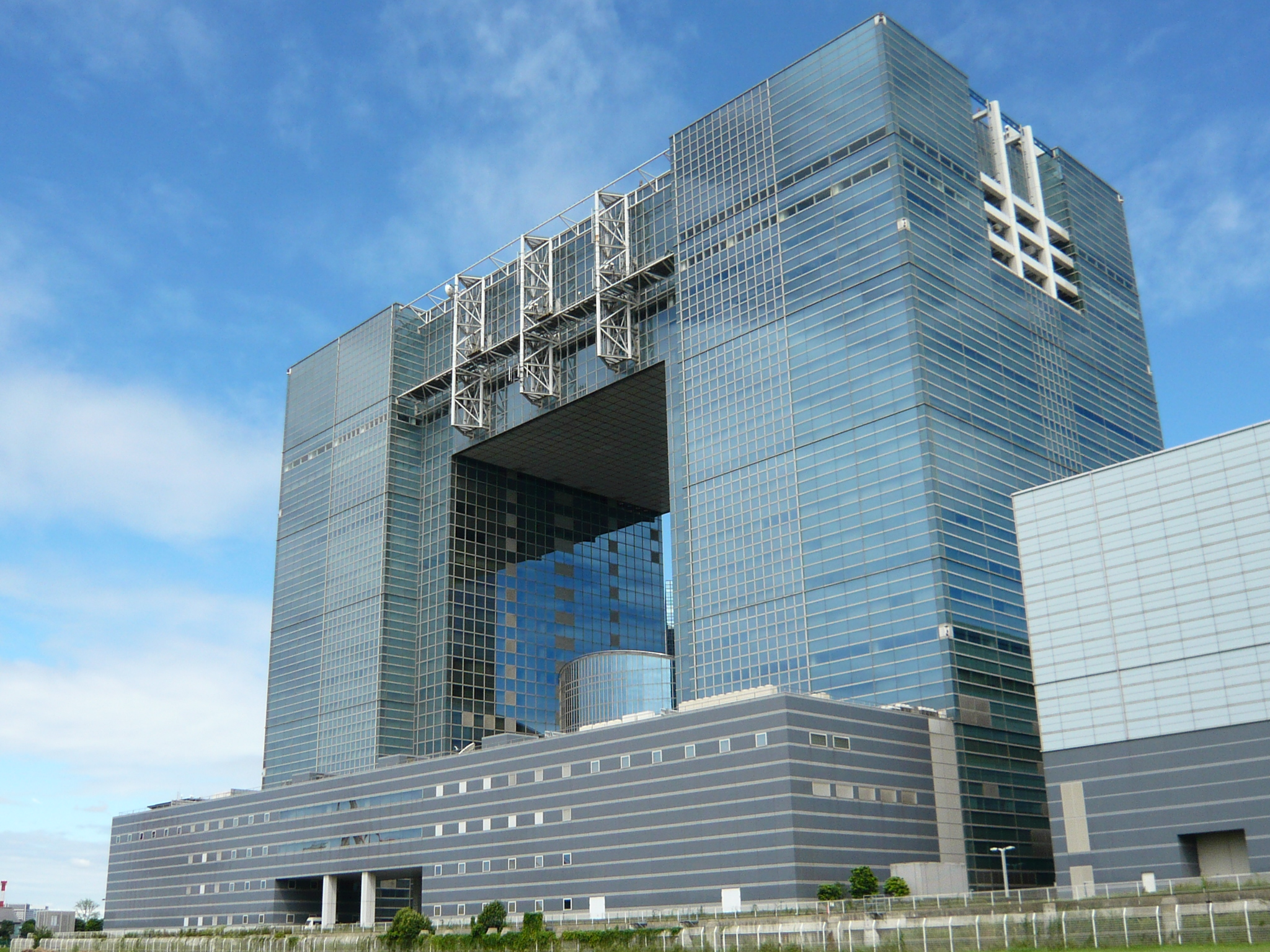
テレコムセンタービル

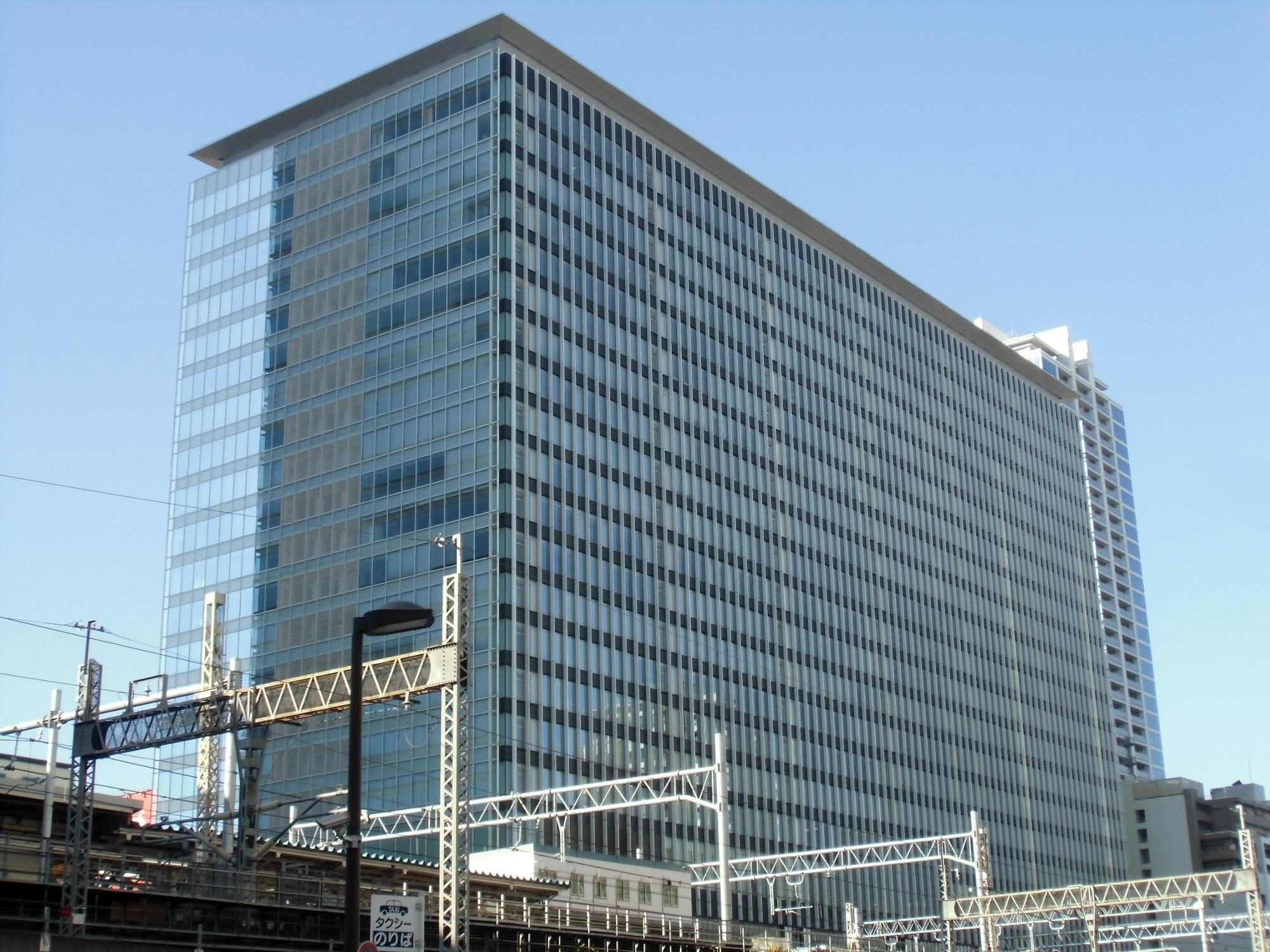
秋葉原UDXビル

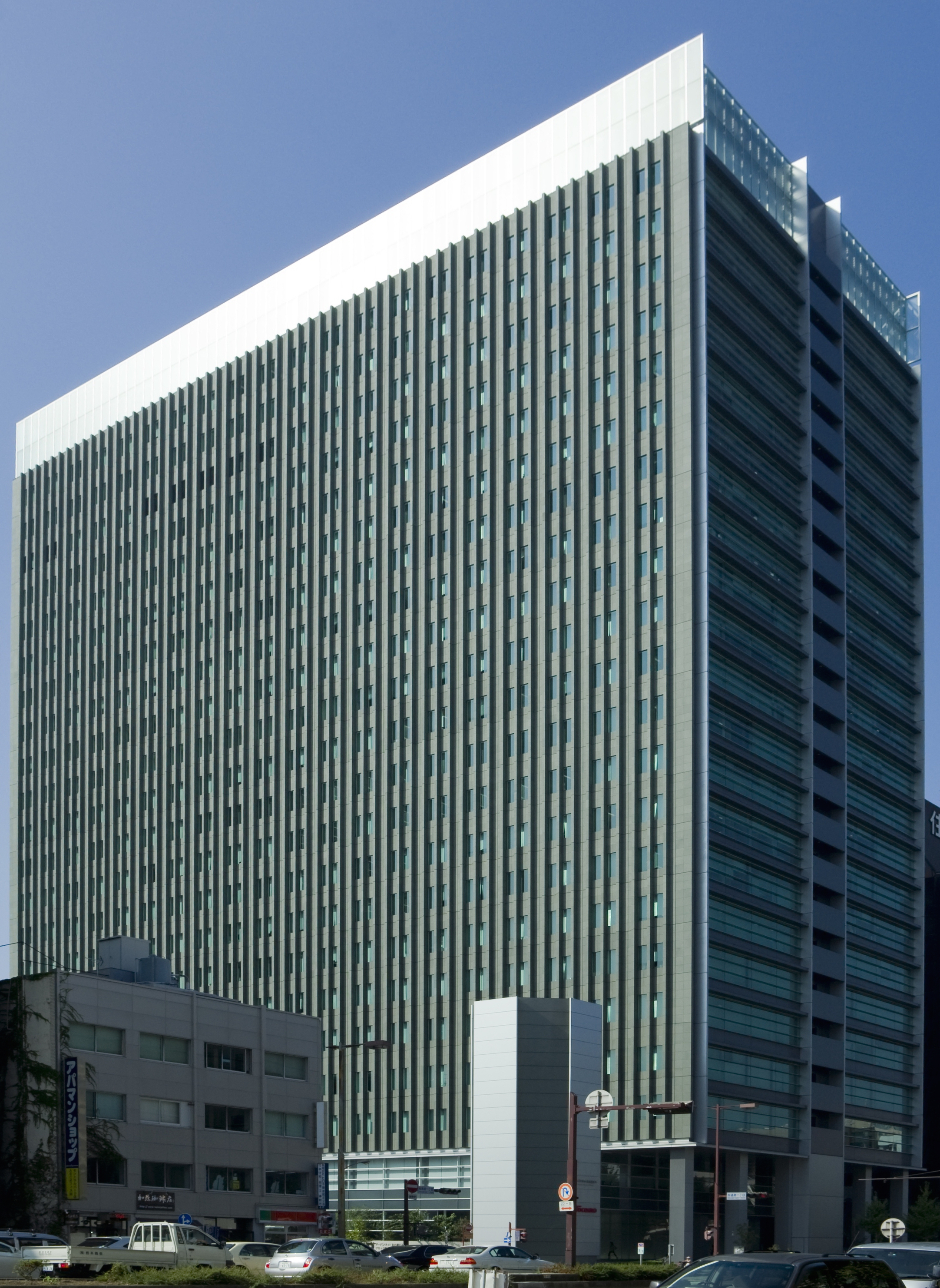
アーバンネット名古屋ビル

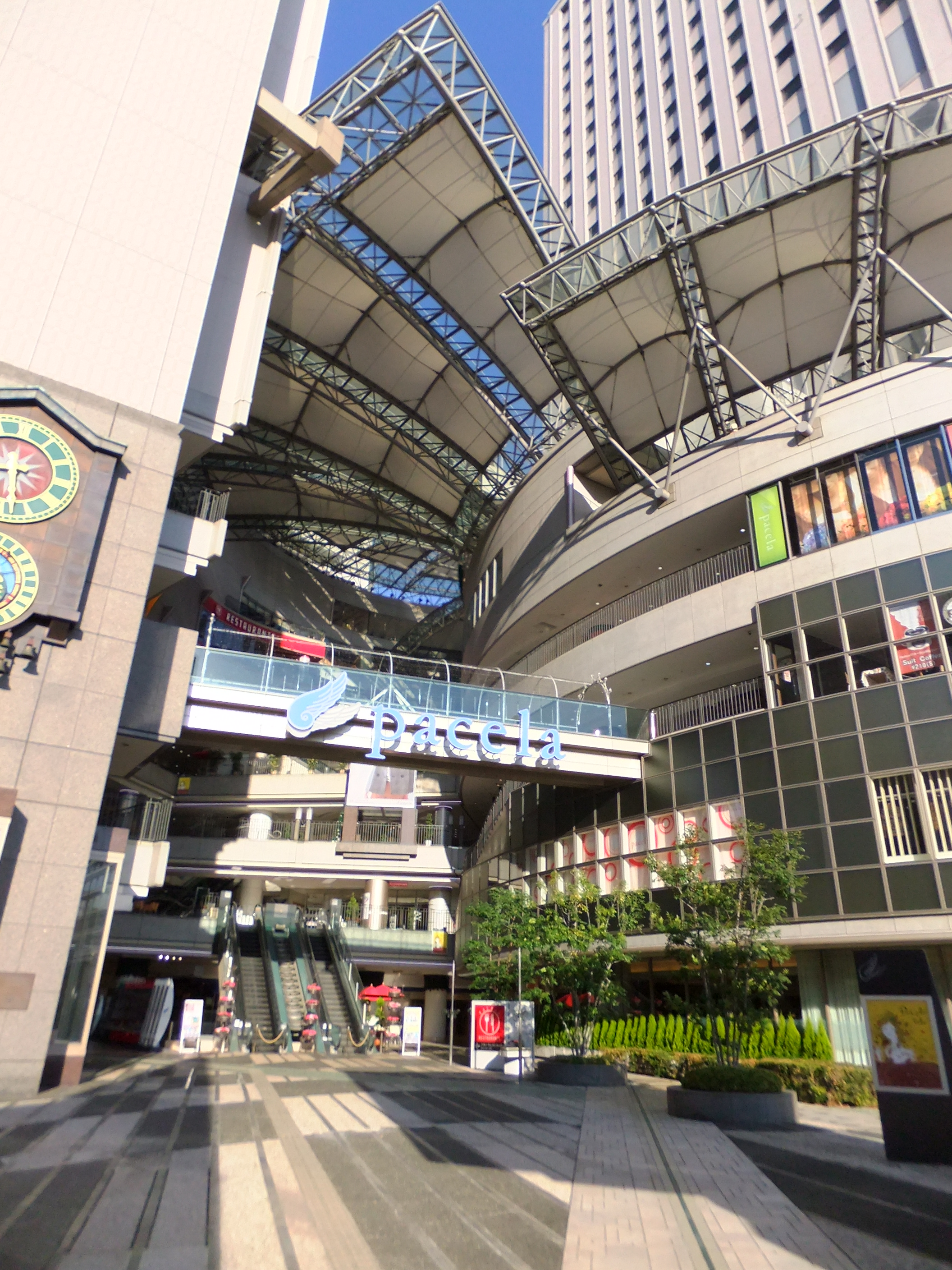
NTTクレド基町ビル（商業棟）

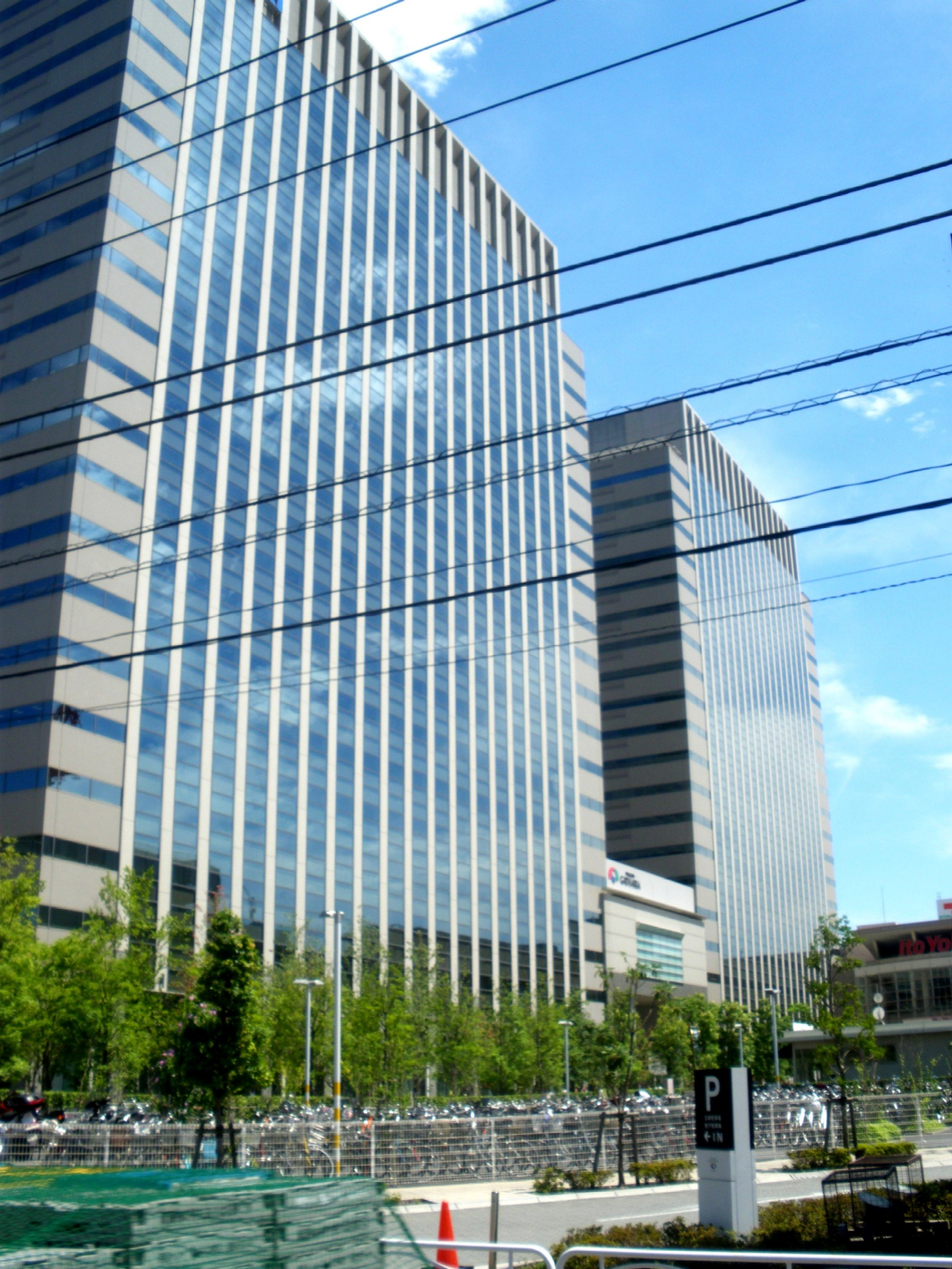
深川ギャザリア
〔 タワーN棟／S棟 〕

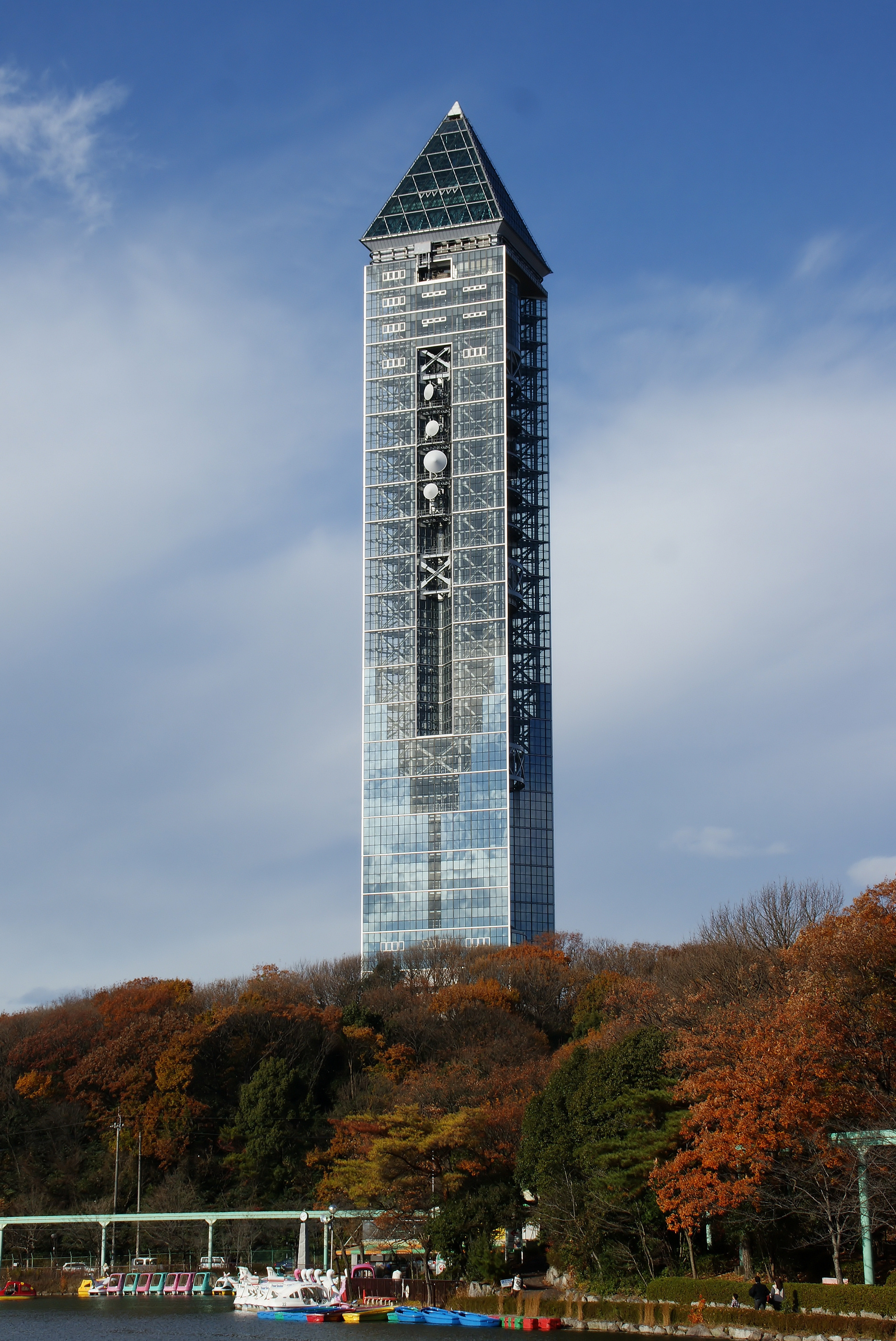
東山スカイタワー

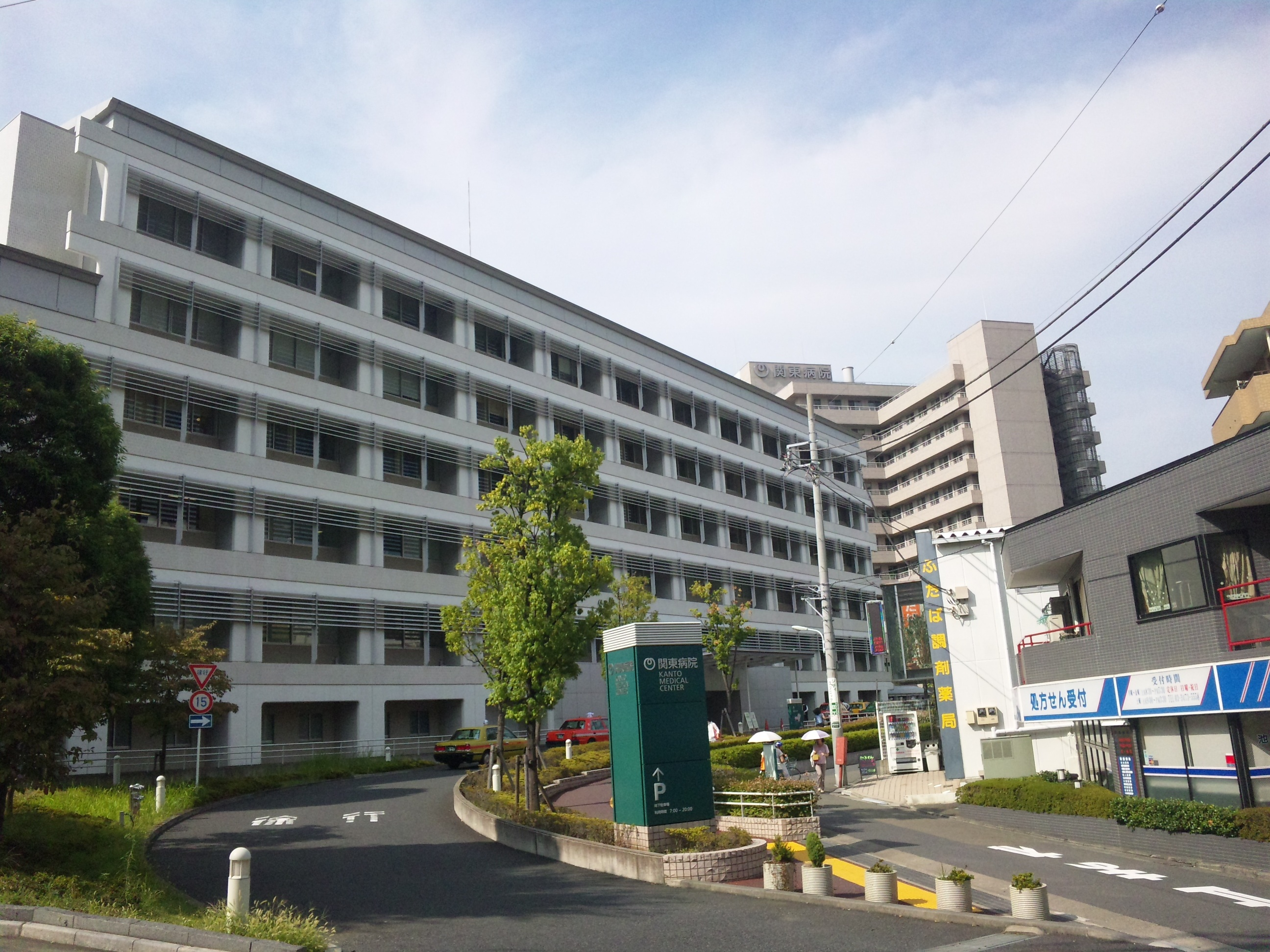
関東逓信病院

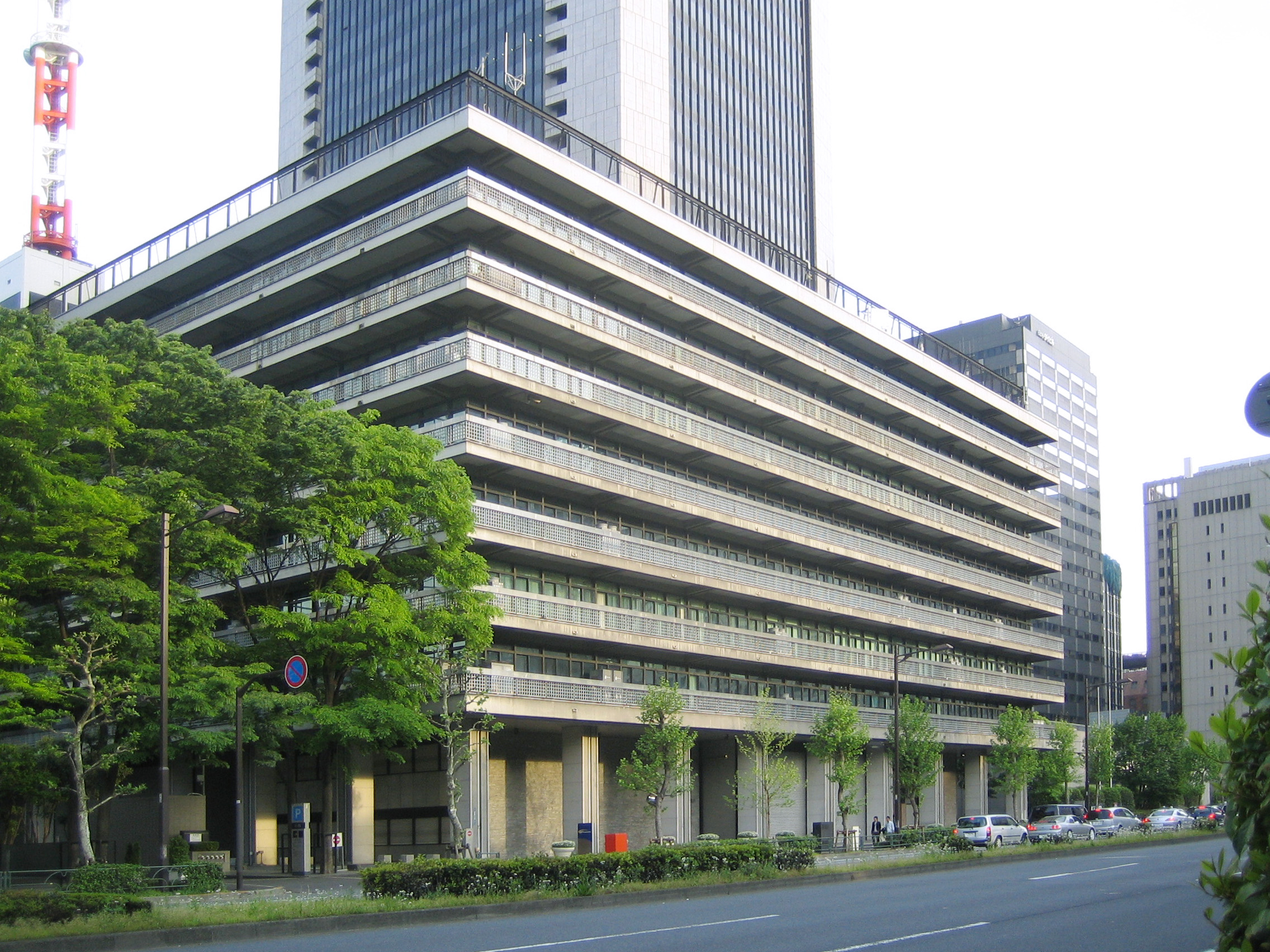
NTT日比谷ビル

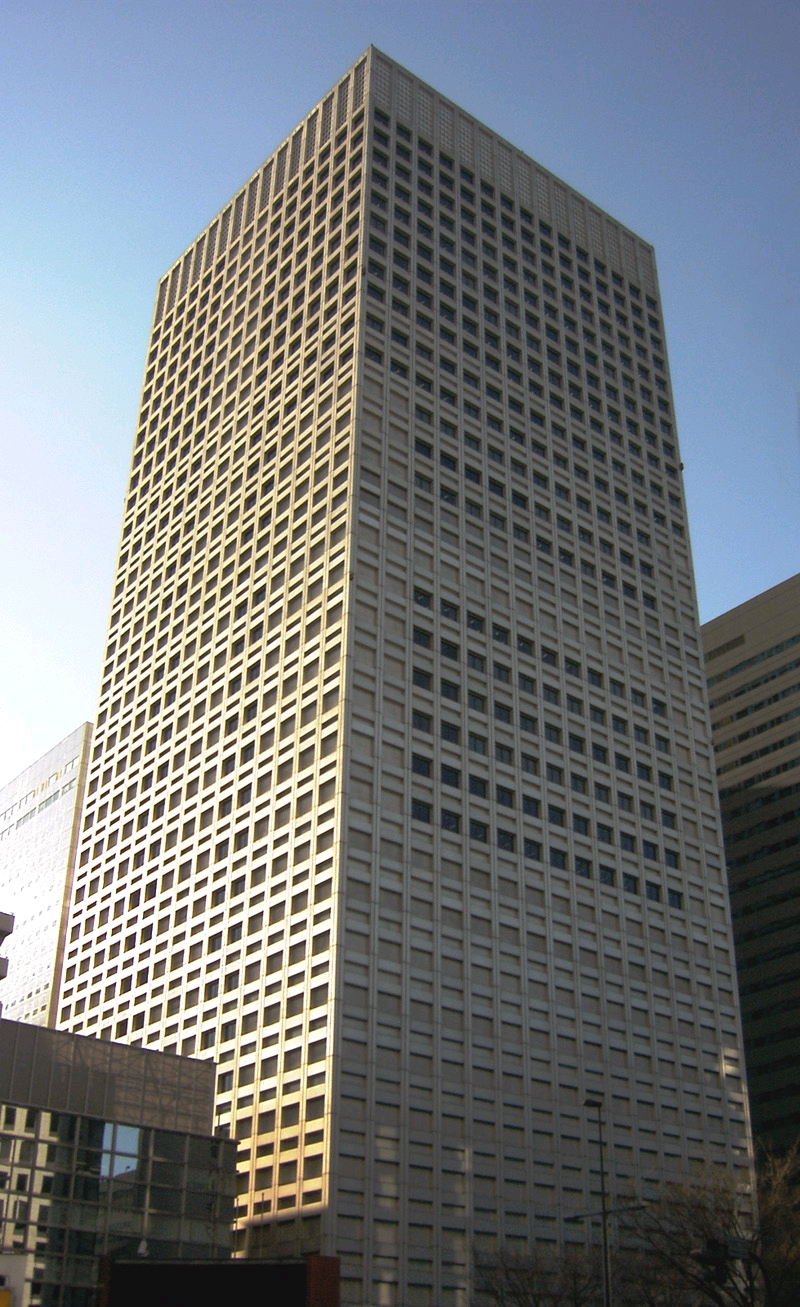
KDDビル

株式会社日総建（にっそうけん）は東京都渋谷区に所在する組織系建築設計事務所。

## 概要
1963年創業、電電公社による電話局を設計する専門の事務所としてスタート。合理主義の建築という逓信建築の伝統に基づき、堅実で質高い建築を生み出す社風。建築設計の名門とされ、多数の作品にて受賞歴がある。NTT設備系関連事業に強みを持ち、文教系・事務所系・医療福祉系の設計を得意とする。
事業種目
- 建築設計（意匠・構造・積算・インテリア・設備・土木・監理）
- 都市・地域計画
- 建築コンサルタント
- ランドスケープ
- ファシリティマネジメント

許可番号
- 一級建築士事務所 ＜東京都知事登録 第60468号＞
- 宅地建物取引業者 ＜東京都知事 (1)第81664号＞

事業所
- 本社 - 東京都渋谷区幡ヶ谷1-34-14
- 支店 - 仙台、横浜、名古屋、大阪、広島、九州

## 沿革
- 1963年（昭和38年）5月27日　日本総合建築事務所 設立、本社を渋谷区神南とする
- 1991年（平成3年） 日総建に社名変更、本社を幡ヶ谷（現在地）に移転
- 2003年（平成15年） ISO9001認証取得
- 2015年（平成27年）6月　東京地方裁判所へ民事再生法の適用申請
- 2015年（平成27年）11月　新設分割の方法により、株式会社建設技術研究所のグループ会社として新会社（名称変更なし）を設立。旧社は株式会社N設計事務所へ商号変更（N設計事務所は2016年6月に法人格消滅）[2]。

## 主な作品
NTT関連
- 秋葉原UDXビル
- NTT日比谷ビル
- NTT三鷹ビル
- 一ツ橋総合ビル（NTTコミュニケーションズ竹橋ビル）
- アーバンネット名古屋ビル
- アーバンネット神田ビル
- アーバンネット大手町ビル
- 関東逓信病院
- NTTクレド基町ビル（商業棟）

文教系
- 東京大学 柏キャンパス総合福利施設
- 東京藝術大学 千住キャンパス足立区リエゾンセンター
- 名古屋大学環境総合館
- 鹿児島大学（郡元）環境バイオ研究棟
- 日本大学芸術学部 所沢キャンパス
- 富山市立中央小学校
- 尼崎市立大庄中学校
- 椙山女学園生活科学部棟
- 富士見みらい館
- 大野学園（廿日市市立大野西小学校・大野中学校小中一貫教育推進校）
- 川崎市立大谷戸小学校
- 都立三鷹中等教育学校
- なるとうこども園

事務所系
- 深川ギャザリア
  - タワーS棟 / タワーN棟
  - ウェスト1棟 / ウェスト2棟 / ウェスト3棟
  - 商業棟（イトーヨーカドー木場店）
  - プラザ棟 / 北プラザ棟
  - 西立駐棟
- 中之島センタービル
- 福岡県警春日警察署庁舎
- 盛岡第2合同庁舎
- 東京消防庁千住消防署庁舎
- 北九州市警察部・小倉北警察署
- 黒木町役場庁舎

医療福祉系
- 台東区立台東病院
- 慈雲堂内科病院
- 西武川越病院
- 熊本地域医療センター医師会病院
- 熊本労災病院
- 日立メディカルセンター新健診施設
- 新宿区新宿保健センター・新宿区医師会館
- 徳島県立三好病院

温浴施設系
- 島田市田代の郷温泉
- 浜北天然日帰り温泉施設あらたまの湯
- さがら子生れ温泉会館
- すわっこランド
- 筑西遊湯館
- ふれあい健康増進館「ゆ・ら・ら」
- さがみはら北の丘センター

情報施設系
- テレコムセンタービル
- 東山スカイタワー
- フジクラ東京R＆Dセンター
- ケーブルネット鈴鹿

## 受賞歴
- 日本建築学会賞【日本建築学会】
  - 1958年（昭和33年）　関東逓信病院
  - 1961年（昭和36年）　NTT日比谷ビル

- 建築業協会賞【建築業協会】
  - 1961年（昭和36年）　NTT日比谷ビル
  - 1972年（昭和47年）　一ツ橋総合ビル
  - 1976年（昭和51年）　KDDビル
  - 1982年（昭和57年）　富山県立近代美術館
  - 1984年（昭和59年）　NTT三鷹ビル
  - 1991年（平成3年）　静岡県立大学
  - 1992年（平成4年）　アーバンネット大手町ビル

## 主な在籍・出身人物
- 中田亮吉
- 國方秀男
- 森下淳
- 大貫東彦
- 蜂須賀達志
- 田辺芳生
- 福士貴仁